# Egisto Masotti
Egisto Masotti, född 1944, en italiensk amatörastronom.
Minor Planet Center listar honom som E. Masotti och som upptäckare av 3 asteroider. Alla tillsammans med andra astronomer.
Asteroiden 22401 Egisto är uppkallad efter honom.

## Lista över upptäckta mindre planeter och asteroider
| 13740 Lastrucci [A]                                         | 18 september 1998 |
| 35703 Lafiascaia [A]                                        | 20 mars 1999      |
| 49443 Marcobondi [B]                                        | 22 december 1998  |
| Upptäckt tillsammans med: A Maura Tombelli B Daria Guidetti |                   |